# Żydy (województwo warmińsko-mazurskie)
Żydy (dawniej niem. Sydden) – wieś w Polsce położona w województwie warmińsko-mazurskim, w powiecie oleckim, w gminie Kowale Oleckie. W latach 1975–1998 miejscowość należała administracyjnie do województwa suwalskiego.
Dawne nazwy niemieckie miejscowości to: Sydden, Schieden, a w latach 1938–1945 Sidden.

## Historia
Wieś istniała już w roku 1564. W roku następnym książę Albrecht sprzedał Walentemu Bule 4 włóki, na których założono pod Monetami wieś czynszową. Lokacja została ponowiona w roku 1612, kiedy książę Jan Zygmunt nadał dobra Żydy na prawie lennym Reinhartowi von Halle. Żydy były majątkiem ziemskim także na początku XIX wieku i były w posiadaniu lub dzierżawie polskiej rodziny szlacheckiej Ciesielskich. W tym czasie był to folwark należący do dóbr w Wężewie. W ostatnich latach XIX wieku był to już samodzielny majątek należący do rodziny von Gobler. W latach dwudziestych XX wieku majątek ten miał powierzchnię 110 ha i należał do Borowskich.
Dwór w Żydach wybudowany był w pierwszych latach XX wieku. Niewielki kubaturowo obiekt wzniesiony został na rzucie prostokąta z obustronnym ryzalitem. Dwór przykryty jest dachem naczółkowym. 
Obecnie dwór jest własnością prywatną.